# Autostrada A480 (Franța)
Autostrada A480 este o autostradă urbană din metropola Grenoble, complet gratuită, care deservește partea de vest a aglomerației pe o distanță de 12,5 km. Aceasta constituie centura de vest a orașului, urmează aproape în întregime cursul râului Drac și face legătura între autostrăzile A48 și A51. De asemenea, această șosea permite conexiunea cu autostrada A41, prin intermediul centurii sudice a Grenoble-ului.
Autostrada a fost inițial gestionată de stat, prin intermediul DIR Centre-Est. Din 2015, aceasta a fost concesionată către AREA, care are responsabilitatea de a efectua lărgirea parțială a drumului. Acest proiect, aflat în curs de realizare, generează o mare controversă în aglomerația Grenoble.
Această autostradă a purtat numărul B48 până în 1982.

## Istorie
- 1966 : În perspectiva Jocurilor Olimpice de la Grenoble, statul decide construirea „autostrăzii Drac” prin decretul din 9 iulie 1966, care declară „[...] de utilitate publică[n 1] lucrările de construcție ale autostrăzii Drac (B. 48), situată între autostrada Grenoble-Voreppe A. 48 și strada Verlaine din Grenoble [...]”.
- 1967 : Darea în folosință a tronsonului dintre A48 și ieșirea 4, Les Eaux-Claires, cu profil 2 × 2 benzi. Autostrada este construită pe digul râului Drac, pe locul unei foste linii de cale ferată de interes local, care pornea din gara Grenoble și deservea mai multe întreprinderi, până la uzina de Viscose, situată în apropierea actualului nod rutier Rondeau[1].

O bretea cu o singură bandă continuă de-a lungul digului, înainte de a vira spre est, conectându-se la centura sudică la intersecția Rondeau, recent transformată într-un mare sens giratoriu.
- 1973 : Decretul din 2 iulie 1973 declară de utilitate publică continuarea autostrăzii până la Varces-Allières-et-Risset (RN 75), sub denumirea B 48.
- 1982 : Darea în folosință a tronsonului Eaux-Claires – nodul rutier Rondeau, cu profil 2 × 2 benzi. De asemenea, este deschis tronsonul nodul rutier Rondeau – Varces, cu o singură cale de rulare 1 × 2 benzi.

Autostrada primește denumirea de A480. Nodul rutier Rondeau nu va deveni complet funcțional decât în 1983, odată cu conectarea la drumul departamental D6, prin intermediul noului pod peste Drac.
- 1989 : Lărgirea tronsonului Rondeau – Espace-Comboire-nord (ieșirea 6) la 2 × 3 benzi, apoi la 2 × 2 benzi până la Le Pont-de-Claix (ieșirea 7).
- 1990 : Lărgirea tronsonului Pont-de-Claix – Varces (ieșirea 10) la 2 × 2 benzi.
- 1993 : Modificarea bretelei A480-nord – Rocade sud la nodul rutier Rondeau, pentru a reduce gradul de înclinare al virajelor. Această configurație va rămâne neschimbată până în 2020.
- 1994 : Deschiderea jumătății de nod rutier către Vizille, pe o lungime de 4 km. Acesta devine noul început al RN 85, înlocuind vechiul tronson care începea în Pont-de-Claix.
- 1980-2005 : Numeroase adăugiri și reamenajări ale nodurilor rutiere.
- 1999 : Darea în folosință a primului tronson al A51, care prelungește A480.
- 2015 : În cadrul planului de relansare a autostrăzilor, A480 este concesionată companiei AREA, în vederea lărgirii la 2 × 3 benzi între A48 și nodul rutier Rondeau.
- 2018 : Lucrări pregătitoare pentru lărgire.
- 2019 - 2022 : Lucrări de lărgire între Saint-Égrève și nodul rutier Rondeau.
- 2022 : Darea în folosință a autostrăzii A480 este prevăzută pentru primul semestru al anului 2022[2].

## Traseu
| De la A48 la A51 ; secțiune gratuită concesionată companiei AREA. | |       |
| A48 E711                                                          | |       |
| Intersecție                                                       | Nod rutier între RN481 și A480: Grenoble-centru, Saint-Martin-le-Vinoux (nod rutier parțial).                 | RN481 |
| A480 E712                                                         | |       |
| 1 - Z.I. de Saint-Martin-le-Vinoux                                | Zone deservite: Z.I. Saint-Égrève, Z.I. Saint-Martin-le-Vinoux (nod rutier parțial).                          |       |
| 1.1 - Sassenage                                                   | Orașe deservite: Sassenage, Grenoble-Polygône Scientifique (nod rutier parțial).                              |       |
| 1.2                                                               | Acces la autostradă doar în direcția Lyon (nod rutier parțial).                                               |       |
| 2 - Fontaine                                                      | Orașe deservite: Fontaine-centru, Grenoble-Gares, Europole.                                                   |       |
| 3 - Grenoble-centre                                               | Orașe deservite: Grenoble-centru, Seyssinet-Pariset, Z.I. des Vouillands.                                     |       |
| 4 - Eaux Claires                                                  | Orașe deservite: Grenoble-les Eaux Claires, Villeneuve, Grand'Place, Stade Lesdiguières (nod rutier parțial). | RD5B  |
| Intersecție                                                       | Nod rutier între RN87 și A480: Chambéry, Albertville.                                                         | RN87  |
| 5a - Rocade Sud                                                   | Orașe deservite: Chambéry, Échirolles.                                                                        |       |
| 5a - Rocade Sud                                                   | Orașe deservite: Seyssins, Seyssinet-Pariset Z.I..                                                            |       |
| 6 - Espace Comboire                                               | Zonă deservită: Espace Comboire (nod rutier parțial).                                                         |       |
| 6 - Espace Comboire Sud                                           | Zonă deservită: Espace Comboire Sud (nod rutier parțial).                                                     |       |
| 7 - Pont-de-Claix                                                 | Orașe deservite: Le Pont-de-Claix, Échirolles.                                                                |       |
| 8 - Vizille                                                       | Orașe deservite: Gap, Briançon, Vizille.                                                                      | RN85  |
| 9 - Claix                                                         | Oraș deservit: Claix.                                                                                         |       |
| 10 - Varces                                                       | Orașe deservite: Varces-Allières-et-Risset, Claix (nod rutier parțial).                                       |       |
| A480 E712                                                         | |       |
| A51 E712                                                          | |       |